# River Annas
Der River Annas ist ein 5,6 km langer Zufluss der Irischen See im Lake District in Cumbria in Nordwest-England.

## Flusslauf
Der River Annas entsteht am östlichen Ortsrand von Bootle am Zusammenfluss von Kinmont Beck (rechts) und Crookley Beck (links). Der Fluss fließt zunächst in generell südwestlicher Richtung, wendet sich in Höhe des Barfield Tarn dann aber zunächst direkt nach Westen, bevor er sich beim Erreichen von Annaside in nördlicher Richtung wendet, bis er in die Irische See mündet.